# Thuật hoài (Đặng Dung)
Cảm hoài (chữ Hán: 感懷) là bài thơ tự sự của Đặng Dung khi ông đem quân giúp vua Trùng Quang Đế của nhà Hậu Trần, nhưng do lòng người ly tán, quân binh ít ỏi, lương thực thiếu thốn nên cuối cùng đã thất bại. Bài thơ thể hiện ý chí sắt đá của một người anh hùng nhưng không may là không gặp thời thế, công việc chưa xong thì tuổi đã già.

## Giới thiệu sơ lược
Cảm hoài được viết bằng chữ Hán theo thể thất ngôn bát cú, luật trắc, vần bằng, đúng niêm luật, đối chỉnh, bố cục rất hợp qui cách của thể thơ.
Lược theo Giáo trình Hán-Nôm tập 1:
Đề gồm phá (câu 1) và thừa (câu 2) nói ngay tâm trạng "việc đời mờ tối, tuổi thì đã già, không biết làm sao, cứ say hát tràn".
Thực (câu 3 & 4) giải thích tâm trạng của người anh hùng "không gặp được thời vận, sự nghiệp không thành, cứ ôm hoài mối hận trong lòng".
Luận (câu 5 & 6) nói rộng tâm trạng hơn "là người có ý chí lớn lao muốn phò vua dẹp giặc nhưng không có cách nào thực hiện được".
Kết (câu 7 & 8) kết lại tâm trạng "thù chưa trả, tuổi đã già, song vẫn cương quyết giữ vững ý chí diệt giặc đến cùng".

## Nguyên tác và bản dịch
Nguyên tác:
感懷
世事悠悠奈老何
無窮天地入酣歌
時來屠釣成功易
運去英 雄飲恨多
致主有懷扶地軸
洗兵無路挽天河
國讎未報頭先白
幾度龍泉戴月磨
Phiên âm Hán-Việt:
Cảm hoài
Thế sự du du nại lão hà?
Vô cùng thiên địa nhập hàm ca.
Thời lai đồ điếu thành công dị,
Vận khứ anh hùng ẩm hận đa.
Trí chủ hữu hoài phù địa trục,
Tẩy binh vô lộ vãn thiên hà.
Quốc thù vị báo đầu tiên bạch,
Kỷ độ Long Tuyền đới nguyệt ma.
- Chép theo Ngữ văn 10 (nâng cao), sách đã dẫn. Có bản chép khác: Thế lộ (câu 1), Nhập thù ca (câu 2), Sự khứ (câu 4), Trí chúa hữu tâm (câu 5), vị phục (câu 7).

Dịch nghĩa
Cảm hoài
Việc đời dằng dặc mà ta đã già, biết làm thế nào?
Trời đất mênh mông đắm trong cuộc rượu hát ca.
Khi gặp thời, người làm nghề hàng thịt, kẻ câu cá cũng dễ thành công,
Lúc lỡ vận, bậc anh hùng đành phải nuốt hận nhiều.
Giúp chúa, những mong xoay trục đất lại,
Rửa vũ khí không có lối kéo tuột sông Ngân xuống.
Thù nước chưa trả được mà mái tóc đã bạc sớm,
Bao phen mang gươm báu mài dưới bóng trăng.
Bản dịch của Tản Đà
Việc đời man mác, tuổi già thôi!
Đất rộng trời cao chén ngậm ngùi.
Gặp gỡ thời cơ may những kẻ,
Tan tành sự thế luống cay ai!
Phò vua bụng những mong xoay đất,
Gột giáp sông kia khó vạch trời.
Đầu bạc giang san thù chửa trả,
Long tuyền mấy độ bóng trăng soi.
Bản dịch của Phan Kế Bính
Việc đời bối rối tuổi già vay,
Trời đất vô cùng một cuộc say.
Bần tiện gặp thời lên cũng dễ,
Anh hùng lỡ bước ngẫm càng cay.
Vai khiêng trái đất mong phò chúa,
Giáp gột sông trời khó vạch mây.
Thù trả chưa xong đầu đã bạc,
Gươm mài bóng nguyệt biết bao rày.
Bản dịch của Nguyễn Văn Trình
Việc đời dặc dặc tuổi già đây
Trời đất miên man nhịp hát hay
Bần tiện gặp thời thành nghiệp dễ
Anh hùng lỡ vận hận căm đầy.
Mong xoay trái đất lo phù chúa
Muốn rửa sông trời khó kéo mây.
Thù nước chưa đền đầu đã bạc
Mài gươm dưới nguyệt mấy thu rày.

## Trích nhận xét
Thơ đời Trần, bất kể là vui hay buồn, thường thể hiện sự khẳng định nhân phẩm và niềm tự hào về bản lĩnh con người. Và ngay cả trong cái buồn của thơ ca cuối thế kỷ thứ XIV vẫn còn phảng phất dư ba của hào khí Đông A. Và Thuật hoài, bài thơ duy nhất còn lại của Đặng Dung, được chép trong Toàn Việt thi lục của Lê Quý Đôn chính là một trong những bài thơ hay và tiêu biểu cho phong cách thơ ấy.
Phạm Tú Châu trong Từ điển Văn học (bộ mới) đánh giá: 
Tuy là thơ của một người ôm hận vì bất lực trước thời thế, người đọc vẫn thấy toát lên ở đây tình cảm cao cả tràn khắp đất trời, đó là lòng yêu nước thiết tha của một tráng sĩ vì nước bôn ba, là niềm tin và quyết tâm bảo vệ nền độc lập dân tộc qua hình tượng rất đẹp, rất thơ: "Mấy phen mang gươm Long Tuyền mài dưới trăng". "Thuật hoài" ra đời vào những ngày cuối cùng của nhà Trần, nhưng vẫn mang trọn hào khí dân tộc của những năm đầu dựng nước và giữ nước cả về nội dung lẫn hình thức. Lý Tử Tấn, quan thời Lê) nhận xét "Phi hào kiệt chi sĩ bất năng" (Nếu không phải là kẻ sĩ hào kiệt thì không thể làm được bài thơ này).
Bài thơ này hiện vẫn còn được nhiều người biết đến, và đang được giảng dạy trong chương trình văn học lớp 12 thuộc hệ thống giáo dục Việt Nam.